# تتراآمینواتیلن
تتراآمینواتیلن (به انگلیسی: Tetraaminoethylene) با فرمول شیمیایی C
۲N
۴H
۸ یک ترکیب شیمیایی با شناسه پاب‌کم ۱۷۸۹۹۸۶۶ است. که جرم مولی آن ۸۸٫۱۱۱۷ g/mol می‌باشد. 